# Dahra
Dahra (em árabe: الظهرة) é uma cidade e comuna localizada na província de Chlef, Argélia. Segundo o censo de 2008, a população total da cidade era de 23 802 habitantes.